# Additionsreaktion

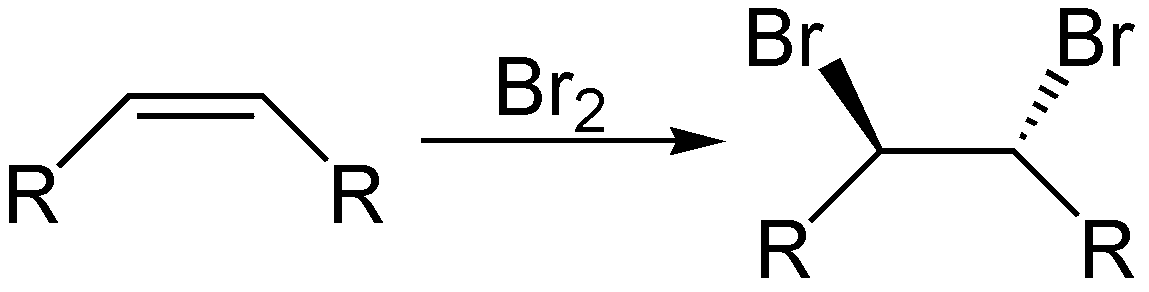
Addition av brom till en alken.

Additionsreaktioner är inom den organiska kemin reaktioner där två eller fler molekyler reagerar och bildar en större.
Additionsreaktioner kan indelas efter polaritet, polära additonsreaktioner är:
- Elektrofil addition – är vanlig vid addition till alkener och alkyner, varvid regiokemin bestäms av Markovnikovs regel. Hydrogeneringsreaktioner brukar även hänföras till denna kategori.
- Nukleofil addition – är vanlig vid addition till karbonyl föreningar, nitriler och iminer.

En opolär additonsreaktioner är:
- Radikaladdition – är ej så vanlig i laboratoriet och involverer fria radikaler. Den kan brukas för att erhålla den så kallade anti-Markovnikovprodukten.